# 8e cérémonie des Georgia Film Critics Association Awards
La 8e cérémonie des Georgia Film Critics Association Awards (GFCA Awards), décernés par la Georgia Film Critics Association (GAFCA), a eu lieu en janvier 2019, et a récompensé les films réalisés l'année précédente.

## Palmarès

### Meilleur film
★ A Star is Born
- Sans un bruit (A Quiet Place)

### Meilleur scénario original
★ Bo Burnham pour Dernière Année (Eighth Grade)
- John Krasinski, Bryan Woods et Scott Beck pour Sans un bruit (A Quiet Place)